# Tomer Altman
Tomer Altman (Hebreeuws: תומר אלטמן) (8 februari 1998) is een Israëlisch-Portugees voetballer die als middenvelder voor Hapoel Jeruzalem FC speelt.

## Carrière
Tomer Altman speelde in de jeugd van Hapoel Petach Tikwa en Maccabi Tel Aviv FC. Hij debuteerde voor Maccabi op 28 oktober 2015, in de met 3-1 verloren uitwedstrijd tegen stadgenoot Bnei Jehoeda in het toernooi om de Toto Cup, het tweede bekertoernooi van Israël. In 2018 speelde hij nogmaals een bekerwedstrijd. In 2018 werd hij verhuurd aan stadgenoot Beitar Tel Aviv Ramla, wat uitkwam op het tweede niveau van Israël. Na een seizoen verhuisde de club naar Bat Yam en veranderde de club haar naam naar Beitar Tel Aviv Bat Yam. In het seizoen 2019/20 was hij hier aanvoerder. Halverwege het seizoen werd de verhuurperiode afgebroken en werd hij op een niveau hoger verhuurd: aan Hapoel Haifa. Na anderhalf seizoen huur bij Haifa, werd zijn contract bij Maccabi in 2021 verbroken. In januari 2022 sloot hij aan bij Roda JC Kerkrade, waar hij een contract tot het einde van het seizoen tekende. Hij debuteerde voor Roda op 14 januari 2022, in de met 0-4 gewonnen uitwedstrijd tegen Almere City FC. Hij viel in de 72e minuut in voor Niek Vossebelt. Hij kwam in totaal tot zes invalbeurten voor Roda. Nadat zijn contract afliep keerde hij terug naar Israël, waar hij bij Hapoel Jeruzalem tekende.

### Statistieken
| Seizoen                        | Club                      | Land           | Competitie     | Competitie | Competitie | Beker | Beker | Overig | Overig | Totaal | Totaal |
| Seizoen                        | Club                      | Land           | Competitie     | Wed.       | Dlp.       | Wed.  | Dlp.  | Wed.   | Dlp.   | Wed.   | Dlp.   |
| ------------------------------ | ------------------------- | -------------- | -------------- | ---------- | ---------- | ----- | ----- | ------ | ------ | ------ | ------ |
| 2015/16                        | Maccabi Tel Aviv FC       | Israël         | Ligat Ha'Al    | 0          | 0          | 0     | 0     | 1      | 0      | 1      | 0      |
| 2017/18                        | Maccabi Tel Aviv FC       | Israël         | Ligat Ha'Al    | 0          | 0          | 1     | 0     | 0      | 0      | 1      | 0      |
| 2018/19                        | → Beitar Tel Aviv Ramla   | Israël         | Liga Leumit    | 37         | 2          | 1     | 0     | ?      | ?      | 38     | 2      |
| 2019/20                        | → Beitar Tel Aviv Bat Yam | Israël         | Liga Leumit    | 18         | 2          | 0     | 0     | ?      | ?      | 18     | 2      |
| 2019/20                        | → Hapoel Haifa            | Israël         | Ligat Ha'Al    | 15         | 0          | 0     | 0     | 0      | 0      | 15     | 0      |
| 2020/21                        | → Hapoel Haifa            | Israël         | Ligat Ha'Al    | 25         | 0          | 2     | 0     | 3      | 0      | 30     | 0      |
| 2021/22                        | Roda JC Kerkrade          | Nederland      | Eerste divisie | 6          | 0          | 0     | 0     | 0      | 0      | 6      | 0      |
| 2022/23                        | Hapoel Jeruzalem FC       | Israël         | Ligat Ha'Al    | 19         | 1          | 1     | 0     | –      | –      | 20     | 1      |
| Carrièretotaal                 | Carrièretotaal            | Carrièretotaal | Carrièretotaal | 120        | 5          | 5     | 0     | 4      | 0      | 129    | 5      |
| Bijgewerkt op 19 februari 2023 |                           |                |                |            |            |       |       |        |        |        |        |